# 441 Bathilde
441 Bathilde è un asteroide della fascia principale del sistema solare del diametro medio di circa 70,32 km. Scoperto nel 1898, presenta un'orbita caratterizzata da un semiasse maggiore pari a 2,8059706 UA e da un'eccentricità di 0,0827137, inclinata di 8,14216° rispetto all'eclittica.
L'origine del suo nome è sconosciuta.